# Олимпийский комитет Чили
Олимпийский комитет Чили (исп. Comite Olimpico de Chile) организация, представляющая Чили в международном олимпийском движении. Создан и признан МОК в 1934. Представители Чили, дебютировав в Олимпийских Играх 1896, участвовали с 1912 во всех Олимпийских Играх (кроме 1932 и 1980), выступив в соревнованиях по баскетболу, боксу, велосипедному, конному и парусному спорту, водному поло, гребле академической дзюдо, легкой атлетике, прыжкам в воду, современному пятиборью, стрельбе, теннису, настольному теннису, фехтованию, футболу. Первая медаль — серебряная, была получена в 1928 легкоатлетом Мануэль Пласой в марафонском беге. На Олимпийских Играх 1952 чилийские спортсмены завоевали 2 серебряные медали, на Олимпийских Играх 1956 2 серебро и 2 бронзы, на Олимпийских Играх 1988 1 серебро, на Олимпийских Играх 2000 1 бронза. Олимпийские Игры 2004 принесли спортсменам Чили 3 медали: 2 золотых и 1 бронза.